# Beesenstedt

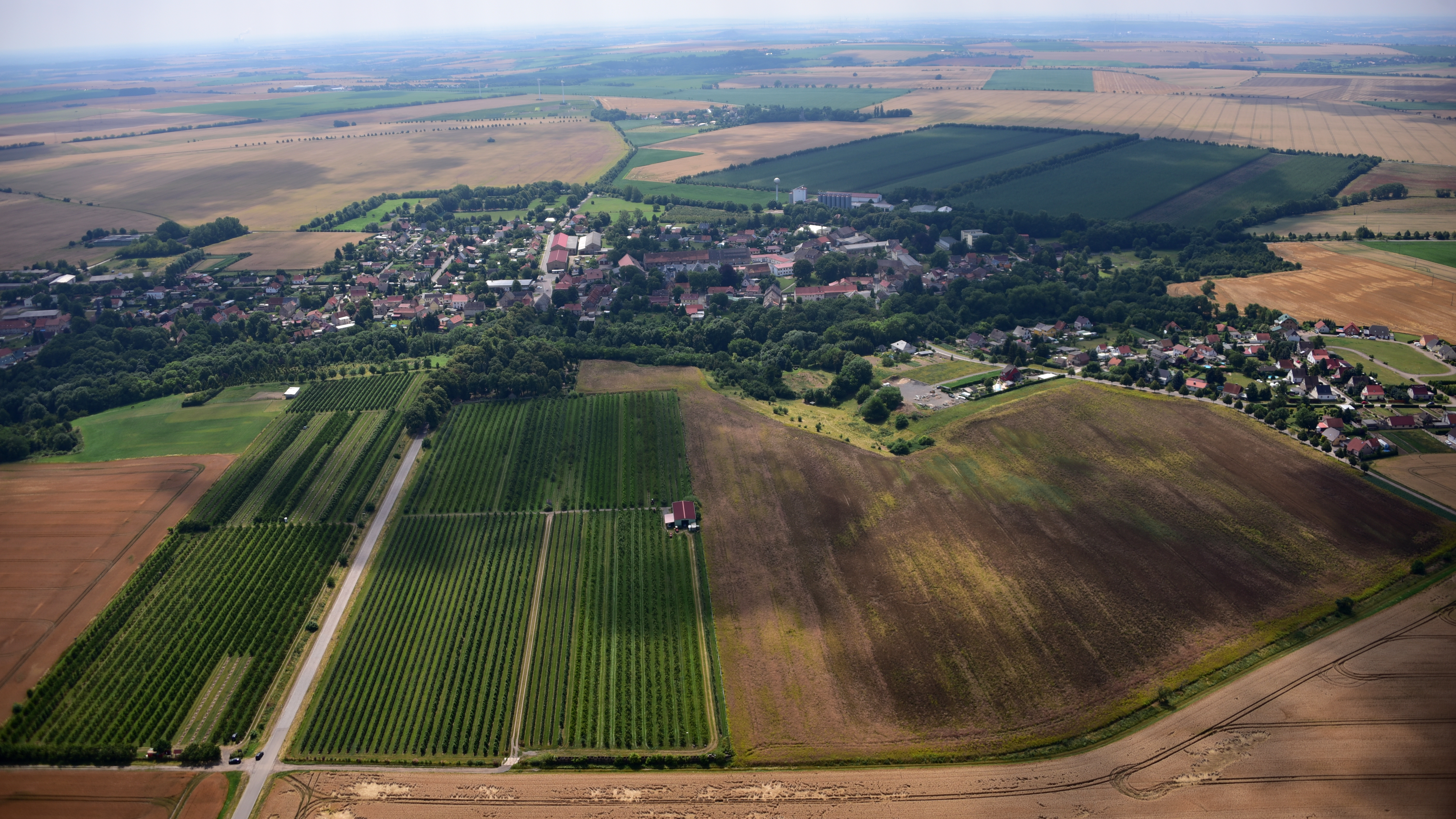
Beesenstedt, Luftaufnahme (2017)

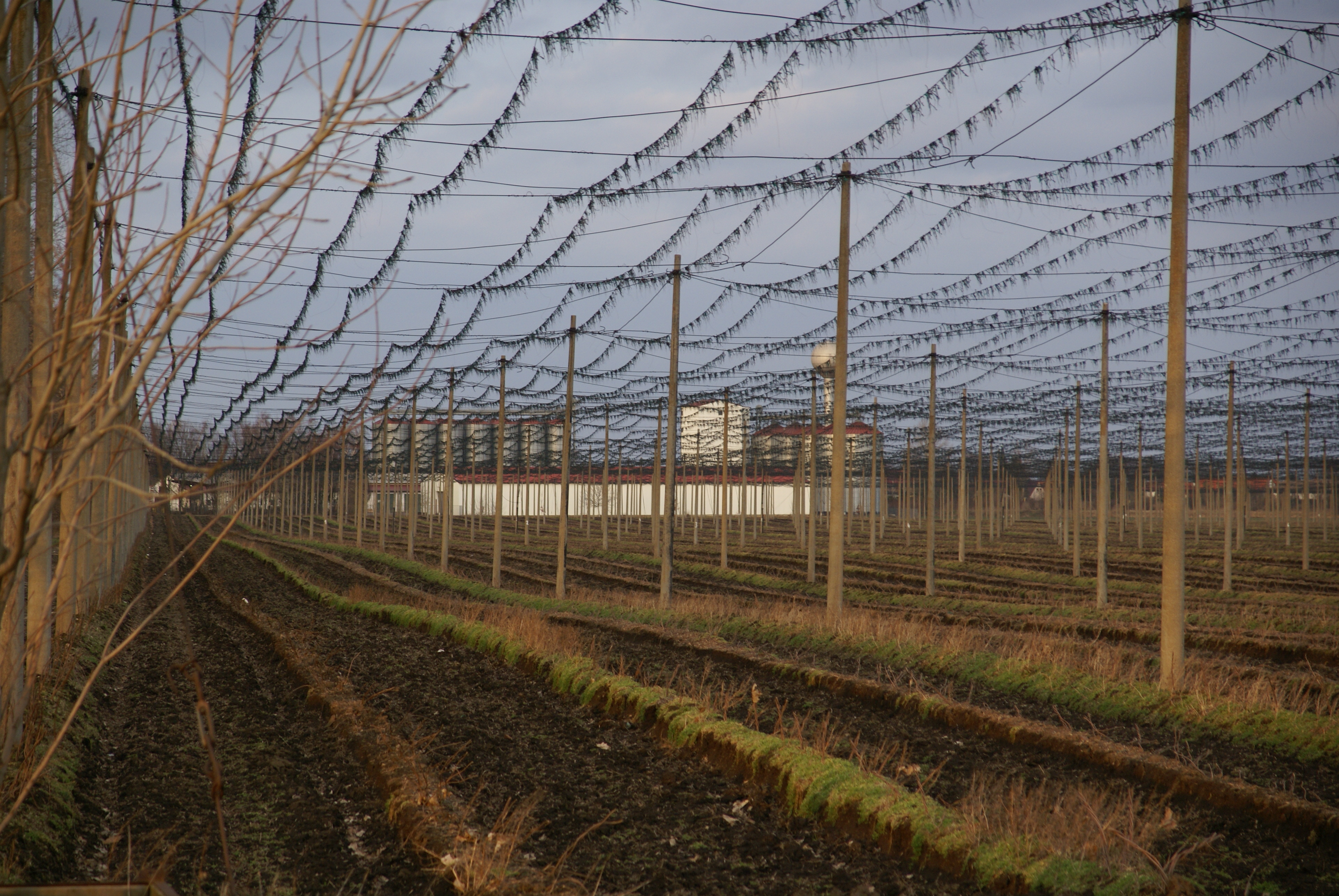
Das große Hopfenfeld bei Beesenstedt

Beesenstedt ist eine Ortschaft der Einheitsgemeinde Salzatal im Saalekreis in Sachsen-Anhalt (Deutschland).
Bis zur Neubildung der Einheitsgemeinde Salzatal am 1. Januar 2010 war Beesenstedt eine selbständige Gemeinde in der Verwaltungsgemeinschaft Westlicher Saalkreis.

## Geografie
Beesenstedt liegt nordwestlich von Halle (Saale), etwa zwei Kilometer von der Saale entfernt.

### Ortschaftsgliederung
Zur Ortschaft Beesenstedt gehören das gleichnamige Hauptdorf sowie die Orte Naundorf, Schwittersdorf und Zörnitz.

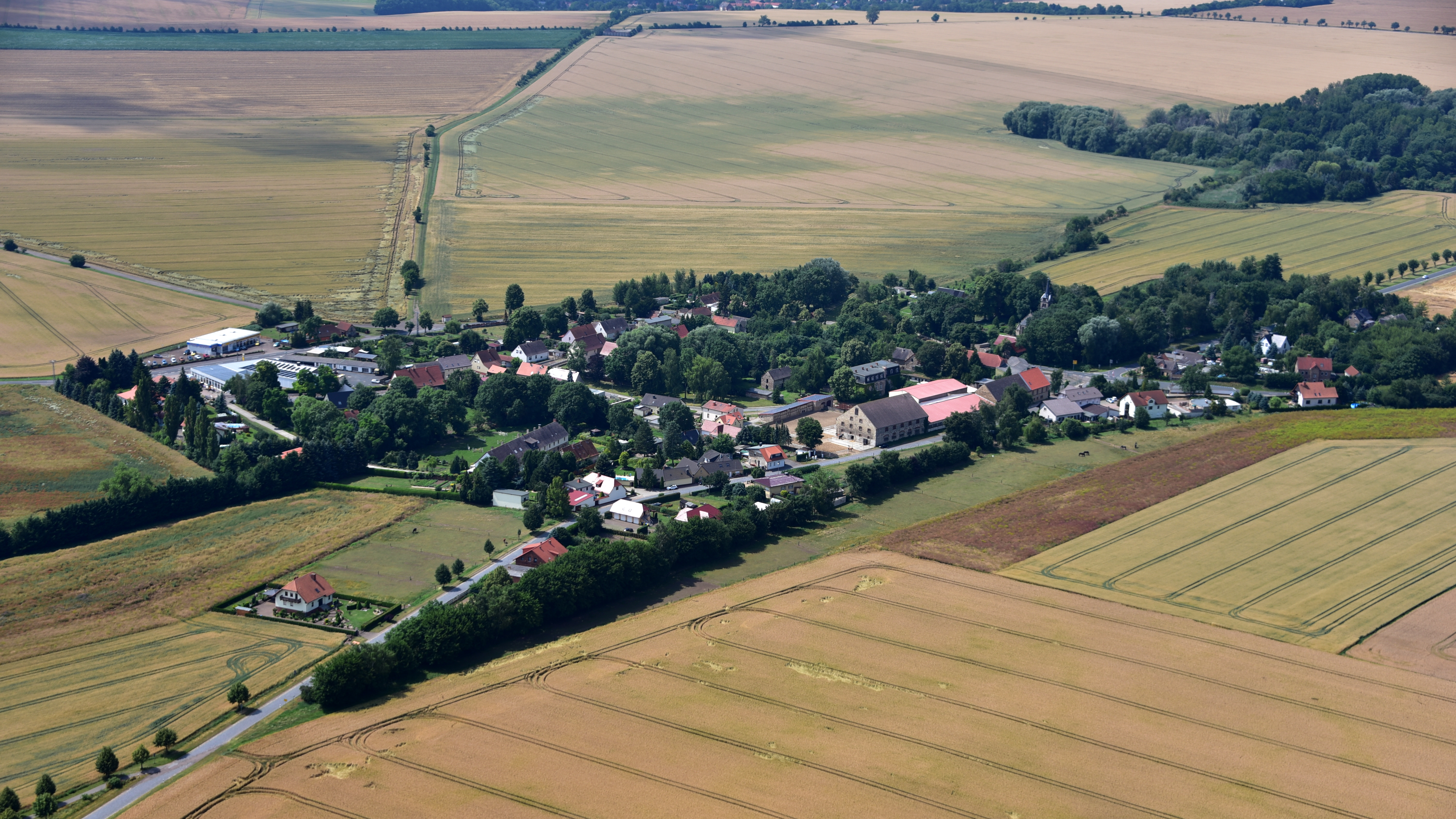
Schwittersdorf, Luftaufnahme (2017)

## Geschichte
Im Jahr 1263 entscheidet die Schlacht bei Beesenstedt den 16 Jahre dauernden Thüringisch-hessischen Erbfolgekrieg zugunsten der Wettiner.
Beesenstedt und seine heutigen Ortsteile Naundorf, Schwittersdorf und Zörnitz gehörten zum Amt Seeburg im Distrikt Schraplau der Grafschaft Mansfeld. Bei der Teilung der Grafschaft Mansfeld 1738/80 kamen die Orte mit dem Amt Seeburg zu dem Anteil, den das preußische Herzogtum Magdeburg erhielt. Mit dem Frieden von Tilsit wurden Beesenstedt, Naundorf, Schwittersdorf und Zörnitz im Jahr 1807 dem Königreich Westphalen angegliedert und dem Distrikt Halle im Departement der Saale zugeordnet. Sie kamen zum Kanton Seeburg. Nach der Niederlage Napoleons und dem Ende des Königreichs Westphalen befreiten die verbündeten Gegner Napoleons Anfang Oktober 1813 das Gebiet. Bei der politischen Neuordnung nach dem Wiener Kongress 1815 wurden Beesenstedt, Naundorf, Schwittersdorf und Zörnitz im Jahr 1816 dem Regierungsbezirk Merseburg der preußischen Provinz Sachsen angeschlossen und dem Mansfelder Seekreis angegliedert.
Im Zuge der ersten Kreisreform in der DDR wurden Naundorf und Zörnitz am 20. Juli 1950 nach Beesenstedt eingemeindet. Davor waren die Orte am 15. Juni 1950 in den Saalkreis umgegliedert worden. Mit der zweiten Kreisreform 1952 kam Beesenstedt in den neu zugeschnittenen Saalkreis im Bezirk Halle, der 2007 im Saalekreis aufging. Schwittersdorf, bis dahin zum Kreis Eisleben gehörig, wurde am 1. April 1979 eingemeindet.
Bis zur Neubildung der Einheitsgemeinde Salzatal am 1. Januar 2010 war Beesenstedt eine selbständige Gemeinde in der Verwaltungsgemeinschaft Westlicher Saalkreis.

## Politik

### Bürgermeister
- 1994–2000: Heinz Wolff
- 2000–2007: Herbert Günzel
- 2007–2009: Michael Geithe

### Wappen
Blasonierung: „In Grün einen schwarz gefugten, goldenen Turm mit spitzem Dach, offener Türöffnung und drei schwarzen Fensteröffnungen, beseitet rechts von einer steigenden goldenen Ähre, links von einer steigenden goldenen Hopfenblüte.“

## Kultur und Sehenswürdigkeiten
- Schloss Beesenstedt (19. Jahrhundert)
- Burg Beesenstedt (13. Jahrhundert): in der DDR bis auf das Herrenhaus rückgebaut, jetzt Ausbildungsstätte für Profisprungpferde- und -reiter.
- Kirche St. Johannes (19. Jahrhundert)
- Denkmal auf dem Gelände der Schule zur Erinnerung an den kommunistischen Politiker Ernst Thälmann.

## Industriegeschichte
Etwa 500 m südlich der Ortschaft Beesenstedt befindet sich die stillgelegte Schachtanlage des Kaliwerkes Wils. Hier gewann man von 1911 bis 1922 Kalisalze. Die 1.000 Kuxe der „Gewerkschaft Wils“ besaß die „Gewerkschaft Johannashall“, sodass diese Bergwerksanlage faktisch ein Tochterunternehmen letzterer Gewerkschaft war. Vorstand und Direktion waren auf beiden Bergwerksanlagen dieselben Personen.

## Verkehrsanbindung
Die Ortsteile Schwittersdorf und Naundorf liegen an der gut ausgebauten Verbindungsstraße L 159 von Halle (Saale) nach Klostermansfeld, die dann als B 242 über den Harz bis nach Seesen führt. Naundorf, Beesenstedt und Schwittersdorf hatten Bahnhöfe an der Bahnstrecke Halle Klaustor–Hettstedt.
Die Bundesautobahn 14, die von Leipzig nach Magdeburg führt, liegt ca. 14 km östlich vom Beesenstedt.

## Persönlichkeiten
- Christa Moering (1916–2013), Malerin und Galeristin
- Albert Müller (1913–2005), Kapitän zur See der Bundesmarine
- Anneliese Probst (1926–2011), Schriftstellerin